# آبشار غسلگه
آبشار غسلگه (که در گویش محلی خسلگه یا حسن گار گفته می‌شود)، آبشاری است در ۱۵ کیلومتری نورآباد لرستان که در دهستان میربگ و در یک منطقه کوهستانی در فاصله سیصد متری بقعه حسن گاویار واقع است. واقع شده‌است. ارتفاع تقریبی این آبشار ۷ متر است.
آبشار غسلگه قبلاً دارای حوضچه‌ای به مساحت ۳۰ متر مربع در پایین بود. معمولاً هرسال تا اواسط تابستان دوام می‌آورد و پس از آن از جریان می‌افتد. اما آب چشمه‌ای که در کنار حوضچه واقع است، تقریبآ در تمام فصول جاری است.
در سالیان اخیر حفاری‌های غیرمجاز، منظره طبیعی این منطقه را دچار تغییر کرده‌است.